# Friedrich Haack (Kunsthistoriker)

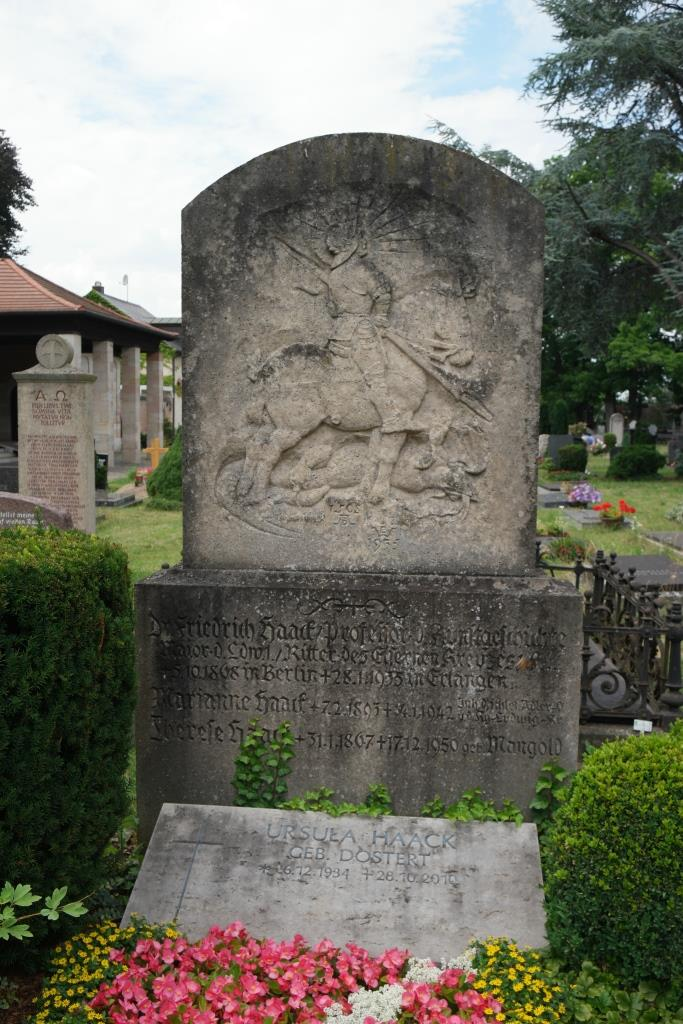
Grab von Friedrich Haack auf dem Neustädter Friedhof in Erlangen

Friedrich Ludwig Albert Haack (* 5. Oktober 1868 in Berlin; † 28. Januar 1935 in Erlangen) war ein deutscher Kunsthistoriker.
Friedrich Haack war der Sohn des Juristen und Berliner Stadtrats Albert Haack (1832–1906). Er studierte ab 1890 Kunstgeschichte in München und wurde im Jahr 1894 promoviert. Im Jahr 1900 habilitierte er sich und wurde Privatdozent für Neuere Kunstgeschichte an der Universität Erlangen, womit dort die Geschichte des Faches Kunstgeschichte begann. Im Jahr 1914 wurde dort ein  Seminar für neuere Kunstgeschichte errichtet und Haack als a.o. Professor Leiter desselben.
Neben der fränkischen und süddeutschen Kunst des Spätmittelalters sowie Albrecht Dürer stand die damals zeitgenössische Kunst im Zentrum seiner Forschung. Bis zu seinem Tod wurden bei ihm in Erlangen etwa 50 Promotionen abgeschlossen.

## Veröffentlichungen (Auswahl)
- Die gotische Architektur und Plastik der Stadt Landshut. München 1894 (Dissertation).
- Friedrich Herlin, sein Leben und seine Werke (= Studien zur deutschen Kunstgeschichte 26). Heitz, Straßburg 1900 (Habilitationsschrift).
- Die Kunst des XIX. Jahrhunderts (= Wilhelm	Lübke: Grundriss der Kunstgeschichte. Band 5). 2. vermehrte und verbesserte Aufgabe.Paul Neff Verlag (Max Schreiber), Esslingen 1907.
- Funde und Vermutung zu Dürer und zur Plastik seiner Zeit (= Beiträge zur fränkischen Kunstgeschichte 6). Blaesing, Erlangen 1916.
- Adam Kraft und die Dehiosche Kunstgeschichte (=Beiträge zur fränkischen Kunstgeschichte 9). L. Spindler, Nürnberg 1924.
- Albrecht Dürer, Deutschlands größter Künstler (= Wissenschaft und Bildung 250). Quelle & Meyer, Leipzig 1928.